# Certima strigifera
Certima strigifera är en fjärilsart som beskrevs av W. Warren 1905. Certima strigifera ingår i släktet Certima och familjen mätare. Inga underarter finns listade i Catalogue of Life.